# Vorarlberger Straße
La Vorarlberger Straße (letteralmente: "strada del Vorarlberg") è una strada austriaca, che collega Bludenz al confine tedesco presso Hörbranz.
Essa è identificata dal numero 190.